# Гершель Грюншпан
Ге́ршель Фа́йбель Грю́ншпан (нім. Herschel Feibel Grynszpan) (нар.28 березня, 1921 — визнаний мертвим у 1960 р.) — єврейський біженець з Польщі, відомий своїм вбивством 7 листопада 1938 р. німецького дипломата у Парижі Ернста фон Рата, яке було використане нацистами для початку серії погромів у Німеччині — «Кришталевої ночі».

## Біографія
Гершель Грюншпан народився у м. Ганновер, Німеччина у родині польських євреїв. Коли Адольф Гітлер прийшов до влади у 1933 році, його родину примусили залишити Німеччину і позбавили громадянства. У 1936 році Грюншпан переїхав до Франції і жив у родичів в Парижі. 7 листопада 1938 року Грюншпан вирішив убити німецького посла у Франції, але поранив трьома пострілами лише секретаря німецького посольства Ернста фон Рата, який помер від ран через два дні. Свій вчинок він пояснював актом помсти за вигнання з Німеччини близько 15000 польських євреїв, у тому числі і власної сім'ї. За іншою версією, Грюншпан і фон Рат були у гомосексуальних зв'язках один з одним і вбивство сталося на персональному ґрунті.
Деякі інші історики ставлять під сумнів персональну причину вбивства, оскільки таку теорію висунули адвокати Грюншпана з наміром вберегти його від смертної кари за вбивство. Вбивство фон Рата дало нагоду нацистам у Німеччині розпочати серію антисемітських погромів «Кришталева ніч» 9-го і 10 листопада 1938 року. Під час «Кришталевої ночі» було пограбовано більш ніж 7500 єврейських магазинів та спалено близько 400 синагог.
Після окупації Франції Німеччиною у 1940 році Грюншпана, попри те, що він не був німецьким громадянином, видали Німеччині. Гомосексуальний аспект справи непокоїв нацистів і судовий розгляд декілька разів відкаладали і не змогли розпочати аж до кінця війни. Подальша доля Грюршпана залишається невідомою. За однією з версій, він помер в одному з концтаборів незадовго до закінчення Другої світової війни. За версією німецького історика Гельмута Гаймера, Грюншпан був визволений з концтабора Заксенхаузен, пережив війну і жив у Парижі. Жодна версія не знайшла підтвердження. У 1960 році німецький суд визнав Гершеля Грюншпана померлим.